# Ernst Laas
Ernst Laas (16 de juny de 1837, Fürstenwalde, Brandenburg, Prússia - 25 de juliol de 1885, Estrasburg, Alemanya) fou un filòsof alemany. Va estudiar teologia i filosofia amb Friedrich Adolf Trendelenburg a Berlín, i eventualment es va convertir en professor de filosofia a la nova Universitat d'Estrasburg. En el seu llibre «Analogia der Erfahrung» (1876) va criticar agudament el transcendentalisme d'Immanuel Kant, i en «Positivismus Idealismus» seva obra principal, assenyala un clar contrast entre el platonisme, del qual deriva el transcendentalisme, i el positivisme, del qual considera Protàgores, el fundador. Laas, en realitat, era un seguidor del pensament de David Hume. Al llarg de la seva filosofia s'esforça per connectar la metafísica amb l'ètica i la teoria de l'educació.